# ECAM
ECAM - Electronic Centralised Aircraft Monitor je sistem na potniških letalih, ki ga je razvil Airbus. ECAM spremlja delovanje letala, motorjev in drugih sistemov ter obvešča pilota o stanju in napakah. Kdaj tudi poda tudi "checklisto" za rešitev problema. ECAM poveča "pregled na situacijo" in tako poveča varnost. 
ECAM je podoben sistem, kot je Boeingov Engine Indicating and Crew Alerting System (EICAS).
ECAM podaja tri tipe opozoril, glede na pomembnost:
- Level 3: rdeča opozorila skupaj z zvočnim opozorilom, so najbolj pomembna in zahtevajo takojšnje pilotovo posredovanje
- Level 2: rumena opozorila z zvokom, zahtevajo posredovanje, vendar ne takojšnje
- Level 1: manj pomembna opozorila, po navadi brez zvočnega opozorila